# Vèlit
Els vèlits (llatí: velites) foren una classe d'infanteria de l'exèrcit consular romà entre el 211 i el 107 aC. Provenien generalment d'algun poble sota el domini de Roma o pertanyien a les classes més baixes de la societat o també s'hi incloïen aquells que no eren considerats encara prou adults per formar part de la infanteria pesant, normalment entre els 17 i els 25 anys. Encara que originàriament existien dues classes d'infanteria, els rorarii i els accensi considerades més pobres, van desaparèixer pel seu escàs valor militar. Els vèlits van entrar a formar part de l'exèrcit a les reformes que es van fer l'any 211 aC substituint les antigues tropes, encara que aquesta afirmació és una dubtosa interpretació d'un únic passatge de Titus Livi.
Eren considerats "escaramussadors" dins de l'exèrcit. Anaven armats amb un elm o galea, un escut rodó (parma), una espasa (gladius) i un feix javelines lleugeres i com a protecció per al cos es cobrien amb una pell de llop o d'os, per tal de semblar més agressius i per poder ser distingits ràpidament pels centurions. Els vèlits formaven sempre en primera línia de combat, seguits dels hastats, els principes i els triaris. Actuaven en les primeres escaramusses de la batalla per a després replegar-se entre els buits que deixaven les centúries abans de formar per al combat. Des del punt de vista organitzatiu, estaven assignats a una centúria i a un maniple concret. En general, hi havia 1.200 vèlits per cada 3.000 membres de la infanteria romana, però en temps de crisi, el seu nombre es multiplicava. A diferència d'altres unitats, adoptaven una formació oberta i poc cohesionada, sense cap estructura concreta, cosa que els permetia avançar o retirar-se ràpidament, i tenir una major mobilitat davant de l'enemic. Resultaven especialment útils per a combatre contra els elefants de guerra i per destruir els carros de guerra, per la seva gran mobilitat i les seves armes llancívoles, que els feien més efectius que la infanteria pesant.

Un vèlit, segons la il·lustració de Theodore Ayrault Dodge el 1861

Les reformes de Gai Mari l'any 107 aC van suprimir aquesta categoria d'infanteria lleugera i els antics vèlits van ser integrats amb la infanteria pesant de les noves cohorts.